# Edina Tóth
Edina Tóth (maďarsky Tóth Edina; * 11. března 1975, Budapešť) je maďarská diplomatka, politoložka a politička. Od 1. července 2019 poslankyně Evropského parlamentu za stranu Fidesz – Maďarská občanská unie, původně zasedající ve frakci Evropské lidová strany (EPP), od 3. března 2021 ve frakci Nezařazení (NI).

## Biografie
Mezi lety 1993 až 1998 absolvovala studium angličtiny a historie na Katolické univerzitě Petra Pázmánye. V letech 1997 až 1999 byla studentkou na Politické škole Századvég na Budapesti Corvinus Egyetem. V roce 2000 studovala obor Evropská unie na Diplomatické akademii ve Vídni.

### Politická kariéra
V letech 1996 až 2003 byla místopředsedkyní Fidelitas, mládežnické organizace pravicové strany Fidesz. Mezi lety 1999 až 2001 byla místopředsedkyní mládežnické organizace Evropské lidové strany (EDS), v roce 2001 byla jmenována čestnou předsedkyní. Od roku 1998 do roku 2001 byla poradkyní pro zahraniční politiku a tiskovou tajemnicí předsedy parlamentní frakce strany Fidesz. V letech 2001 až 2003 byla poradkyní mluvčího ministerstva zahraničních věcí v diplomatické hodnosti atašé. V letech 2003 až 2004 působila jako poradkyně vedoucího maďarských pozorovatelů delegovaných do Evropské lidové strany (EPP). V roce 2004 neúspěšně kandidovala za Fidesz ve volbách do Evropského parlamentu. Od téhož roku působila v Evropském parlamentu jako politický poradce parlamentní skupiny Evropské lidové strany (EPP). Do roku 2007 byla členkou Výboru pro práva žen a rovné příležitosti a poté Výboru pro průmysl, energetiku a výzkum. Ve volbách do Evropského parlamentu v roce 2009 kandidovala na 22. místě kandidátní listiny koalice Fidesz–KDNP, ale nebyla zvolena. Ve volbách do Evropského parlamentu v roce 2014 kandidovala na 15. místě kandidátní listiny koalice Fidesz–KDNP, ale nebyla zvolena. Ve volbách do Evropského parlamentu v roce 2019 kandidovala na 13. místě kandidátní listiny koalice Fidesz–KDNP a byla zvolena europoslankyní. Ve volbách do Evropského parlamentu v roce 2024 kandiduje na 19. místě kandidátní listiny koalice Fidesz–KDNP.

## Soukromý život
Je svobodná. Vedle rodné maďarštiny hovoří také anglicky, francouzsky, německy a rusky.